# Distrito electoral federal 4 de Veracruz

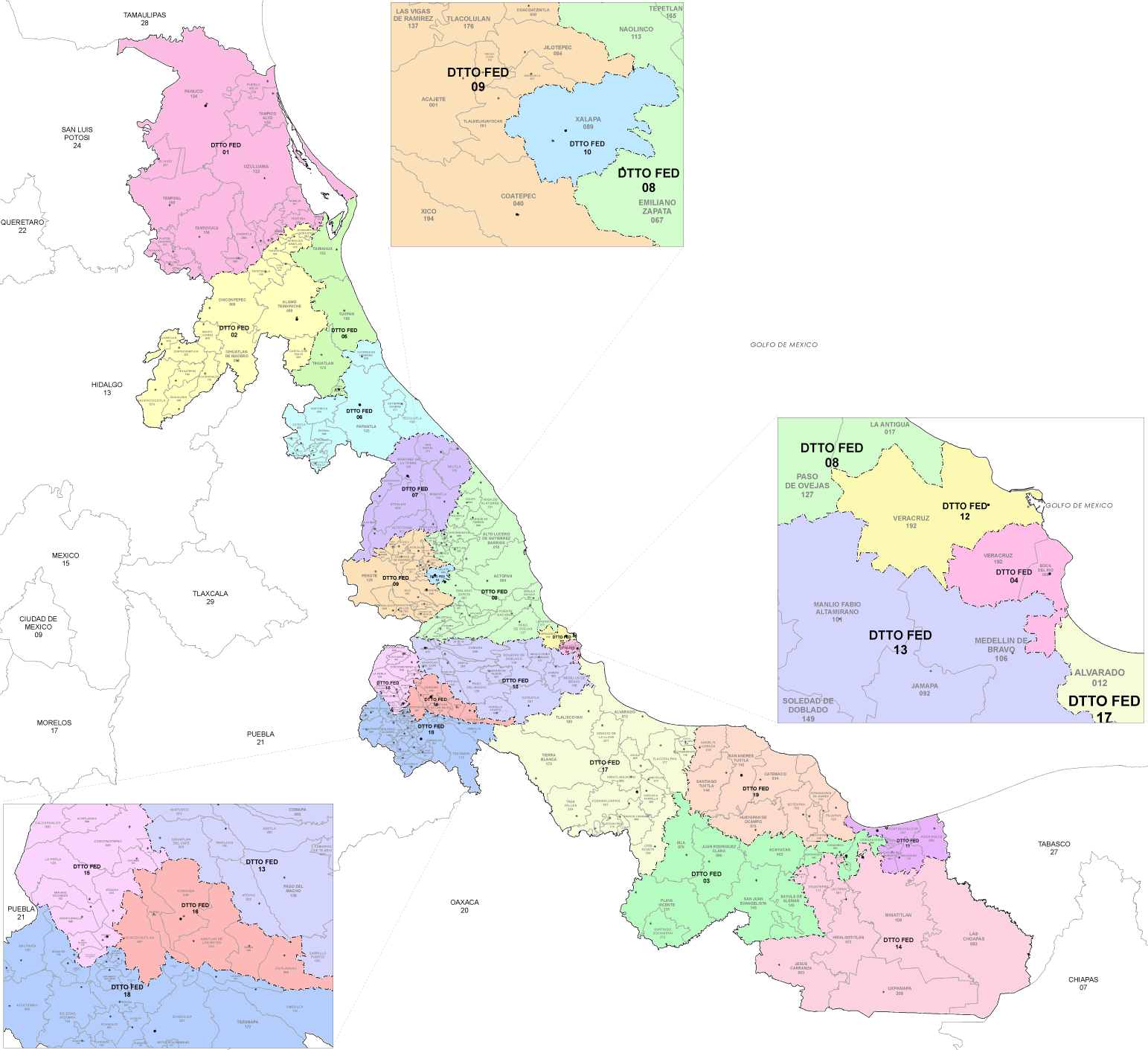
Mapa de los distritos electorales federales correspondientes al estado de Veracruz desde el proceso de redistritación de 2022.

El cuarto distrito electoral federal del estado de Veracruz, está conformado por la totalidad del municipio de Boca del Río y la parte sur del municipio de Veracruz, la diputada en la LXVI Legislatura es María Josefina Gamboa Torales  (PAN), tiene un padrón electoral de 272,692 electores al 21 de junio de 2016.

## Diputados por el distrito
| Legislatura   | Periodo                                           | Diputado                                   | Grupo parlamentario                  |
| ------------- | ------------------------------------------------- | ------------------------------------------ | ------------------------------------ |
| I             | 7 de diciembre de 1857-17 de mayo de 1861         |                                            |                                      |
| II            | mayo de 1861-mayo de 1863                         |                                            |                                      |
| III           | 20 de octubre de 1863-1865                        |                                            |                                      |
| IV            | 5 de noviembre de 1867-14 de septiembre de 1868   |                                            |                                      |
| V             | 15 de septiembre de 1869-15 de septiembre de 1871 |                                            |                                      |
| VI            | 15 de septiembre de 1871-15 de septiembre de 1873 |                                            |                                      |
| VII           | 15 de septiembre de 1873-15 de septiembre de 1875 |                                            |                                      |
| VIII          | 15 de septiembre de 1875-22 de mayo de 1878       |                                            |                                      |
| IX            | 2 de septiembre de 1878-15 de septiembre de 1880  |                                            |                                      |
| X             | 16 de septiembre de 1880-15 de septiembre de 1882 |                                            |                                      |
| XI            | 16 de septiembre de 1882-15 de septiembre de 1884 |                                            |                                      |
| XII           | 16 de septiembre de 1884-15 de septiembre de 1886 |                                            |                                      |
| XIII          | 16 de septiembre de 1886-15 de septiembre de 1888 |                                            |                                      |
| XIV           | 16 de septiembre de 1888-15 de septiembre de 1890 |                                            |                                      |
| XV            | 16 de septiembre de 1890-15 de septiembre de 1892 |                                            |                                      |
| XVI           | 16 de septiembre de 1892-15 de septiembre de 1894 |                                            |                                      |
| XVII          | 16 de septiembre de 1894-15 de septiembre de 1896 |                                            |                                      |
| XVIII         | 16 de septiembre de 1896-15 de septiembre de 1898 |                                            |                                      |
| XIX           | 16 de septiembre de 1898-15 de septiembre de 1900 |                                            |                                      |
| XX            | 16 de septiembre de 1900-15 de septiembre de 1902 |                                            |                                      |
| XXI           | 16 de septiembre de 1902-15 de septiembre de 1904 |                                            |                                      |
| XXII          | 16 de septiembre de 1904-15 de septiembre de 1906 |                                            |                                      |
| XXIII         | 16 de septiembre de 1906-15 de septiembre de 1908 |                                            |                                      |
| XXIV          | 16 de septiembre de 1908-15 de septiembre de 1910 |                                            |                                      |
| XXV           | 16 de septiembre de 1910-15 de septiembre de 1912 |                                            |                                      |
| XXVI          | 16 de septiembre de 1912-10 de octubre de 1913    | Ignacio Peláez                             |                                      |
| XXVI (bis)    | 16 de noviembre de 1913-5 de agosto de 1914       |                                            |                                      |
| Constituyente | 1 de diciembre de 1916-5 de febrero de 1917       | Benito G. Ramírez                          |                                      |
| XXVII         | 15 de abril de 1917-31 de agosto de 1918          | Adalberto Tejeda Olivares                  |                                      |
| XXVIII        | 1 de septiembre de 1918-31 de agosto de 1920      |                                            |                                      |
| XXIX          | 1 de septiembre de 1920-31 de agosto de 1922      |                                            |                                      |
| XXX           | 1 de septiembre de 1922-31 de agosto de 1924      | Enrique Barón Obregón                      |                                      |
| XXXI          | 1 de septiembre de 1924-31 de agosto de 1926      |                                            |                                      |
| XXXII         | 1 de septiembre de 1926-31 de agosto de 1928      |                                            |                                      |
| XXXIII        | 1 de septiembre de 1928-31 de agosto de 1930      |                                            |                                      |
| XXXIV         | 1 de septiembre de 1930-31 de agosto de 1932      |                                            |                                      |
| XXXV          | 1 de septiembre de 1932-31 de agosto de 1934      |                                            |                                      |
| XXXVI         | 1 de septiembre de 1934-31 de agosto de 1937      |                                            |                                      |
| XXXVII        | 1 de septiembre de 1937-31 de agosto de 1940      |                                            |                                      |
| XXXVIII       | 1 de septiembre de 1940-31 de agosto de 1943      |                                            |                                      |
| XXXIX         | 1 de septiembre de 1943-31 de agosto de 1946      |                                            |                                      |
| XL            | 1 de septiembre de 1946-31 de agosto de 1949      |                                            |                                      |
| XLI           | 1 de septiembre de 1949-31 de agosto de 1952      |                                            |                                      |
| XLII          | 1 de septiembre de 1952-31 de agosto de 1955      |                                            |                                      |
| XLIII         | 1 de septiembre de 1955-31 de agosto de 1958      | Rosendo Topete Ibáñez                      | Partido Revolucionario Institucional |
| XLIV          | 1 de septiembre de 1958-31 de agosto de 1961      | Antonio Marroquín Carlón                   | Partido Revolucionario Institucional |
| XLV           | 1 de septiembre de 1961-31 de agosto de 1964      |                                            |                                      |
| XLVI          | 1 de septiembre de 1964-31 de agosto de 1967      |                                            |                                      |
| XLVII         | 1 de septiembre de 1967-31 de agosto de 1970      | Julio César Gutiérrez Calderón             | Partido Revolucionario Institucional |
| XLVIII        | 1 de septiembre de 1970-31 de agosto de 1973      | Mario V. Malpica Bernabé                   | Partido Revolucionario Institucional |
| XLIX          | 1 de septiembre de 1973-31 de agosto de 1976      | Patricio Chirinos Calero                   | Partido Revolucionario Institucional |
| L             | 1 de septiembre de 1976-31 de agosto de 1979      | Manuel Gutiérrez Zamora Zamudio            | Partido Revolucionario Institucional |
| LI            | 1 de septiembre de 1979-31 de agosto de 1982      | Gonzalo Anaya Jiménez                      | Partido Revolucionario Institucional |
| LII           | 1 de septiembre de 1982-31 de agosto de 1985      | Edmundo Martínez Zaleta                    | Partido Revolucionario Institucional |
| LIII          | 1 de septiembre de 1985-31 de agosto de 1988      | Guadalupe Solares Bauza                    | Partido Revolucionario Institucional |
| LIV           | 1 de septiembre de 1988-31 de octubre de 1991     | Edmundo Martínez Zaleta                    | Partido Revolucionario Institucional |
| LV            | 1 de noviembre de 1991-31 de octubre de 1994      | Arturo Nájera Fuentes                      | Partido Revolucionario Institucional |
| LVI           | 1 de noviembre de 1994-31 de agosto de 1997       | José Pedro Sánchez Ascencio                | Partido Acción Nacional              |
| LVII          | 1 de septiembre de 1997-31 de agosto de 2000      | Everardo Paiz Morales                      | Partido Revolucionario Institucional |
| LVIII         | 1 de septiembre de 2000-31 de agosto de 2003      | Francisco Ríos Alarcón                     | Partido Revolucionario Institucional |
| LIX           | 1 de septiembre de 2003-31 de agosto de 2006      | Juan Bustillos Montalvo                    | Partido Revolucionario Institucional |
| LX            | 1 de septiembre de 2006-11 de diciembre de 2008   | Ángel Deschamps Falcón                     | Partido Acción Nacional              |
| LX            | 11 de diciembre de 2008-31 de agosto de 2009      | Mercedes Morales Utrera                    | Partido Acción Nacional              |
| LXI           | 1 de septiembre de 2009-23 de marzo de 2010       | Salvador Manzur Díaz                       | Partido Revolucionario Institucional |
| LXI           | 23 de marzo de 2010-31 de agosto de 2015          | Adela Robles Morales                       | Partido Revolucionario Institucional |
| LXII          | 1 de septiembre de 2012-31 de agosto de 2015      | Humberto Alonso Morelli                    | Partido Acción Nacional              |
| LXIII         | 1 de septiembre de 2015-14 de febrero de 2017     | Francisco José Gutiérrez de Velasco Urtaza | Partido Acción Nacional              |
| LXIII         | 14 de febrero de 2017-31 de marzo de 2017         | Juan Manuel de Unanue Abascal              | Partido Acción Nacional              |
| LXIII         | 31 de marzo de 2017-31 de agosto de 2018          | Francisco José Gutiérrez de Velasco Urtaza | Partido Acción Nacional              |
| LXIV          | 1 de septiembre de 2018-6 de abril de 2021        | Ricardo Exsome Zapata                      | Movimiento Regeneración Nacional     |
| LXIV          | 7 de abril de 2021-16 de junio de 2021            | Francisco Javier Lorenzo Cabrera           | Movimiento Regeneración Nacional     |
| LXIV          | 16 de junio de 2021-31 de agosto de 2021          | Ricardo Exsome Zapata                      | Movimiento Regeneración Nacional     |
| LXV           | 1 de septiembre de 2021-9 de abril de 2024        | Rosa Hernández Espejo                      | Movimiento Regeneración Nacional     |
| LXV           | 9 de abril de 2024-9 de mayo de 2024              | Zoraya Villacis Palacios                   | Movimiento Regeneración Nacional     |
| LXV           | 9 de mayo de 2023-31 de agosto de 2024            | Rosa Hernández Espejo                      | Movimiento Regeneración Nacional     |
| LXVI          | 1 de septiembre de 2024-31 de marzo de 2025       | María Josefina Gamboa Torales              | Partido Acción Nacional              |
| LXVI          | 1 de abril de 2025-5 de junio de 2025             | María del Rosario Vera                     | Partido Acción Nacional              |
| LXVI          | 5 de junio de 2025-                               | María Josefina Gamboa Torales              | Partido Acción Nacional              |

- Datos: Q5907304